# هيو دبليو. هاردي
هيو دبليو. هاردي (بالإنجليزية: Hugh W. Hardy)‏ هو عالم زلازل ‏ وضابط أمريكي، ولد في 10 ديسمبر 1924 في شاتوك في الولايات المتحدة، وتوفي في 3 أبريل 2003 في هيوستن في الولايات المتحدة.